# Percey-le-Grand
Percey-le-Grand – miejscowość i gmina we Francji, w regionie Burgundia-Franche-Comté, w departamencie Górna Saona.
Według danych na rok 1990 gminę zamieszkiwało 109 osób, a gęstość zaludnienia wynosiła 8 osób/km² (wśród 1786 gmin Franche-Comté Percey-le-Grand plasuje się na 634. miejscu pod względem liczby ludności, natomiast pod względem powierzchni na miejscu 263.).